# Circonscription électorale de Ceuta
La circonscription électorale de Ceuta est l'une des cinquante-deux circonscriptions électorales espagnoles utilisées comme divisions électorales pour les élections générales espagnoles. Elle permet d'élire un député siégeant au Congrès des députés et deux sénateurs siégeant au Sénat, respectivement chambre basse et chambre haute des Cortes Generales.
Elle correspond géographiquement à la ville autonome de Ceuta.

## Historique
Elle est instaurée en 1977 par la loi pour la réforme politique puis confirmée avec la promulgation de la Constitution espagnole qui précise à l'article 68 alinéa 2 que chaque province constitue une circonscription électorale.

## Congrès des députés

### Synthèse
|       |       | 1977 | 1979 | 1982 | 1986 | 1989 | 1993 | 1996 | 2000 | 2004 | 2008 | 2011 | 2015 | 2016 | 04/19 | 11/19 | 2023 |
| ----- | ----- | ---- | ---- | ---- | ---- | ---- | ---- | ---- | ---- | ---- | ---- | ---- | ---- | ---- | ----- | ----- | ---- |
| UCD   |       | 1    | 1    |      |      |      |      |      |      |      |      |      |      |      |       |       |      |
| PSOE  |       |      |      | 1    | 1    | 1    |      |      |      |      |      |      |      |      | 1     |       |      |
| PP    |       |      |      |      |      |      | 1    | 1    | 1    | 1    | 1    | 1    | 1    | 1    |       |       | 1    |
| Vox   |       |      |      |      |      |      |      |      |      |      |      |      |      |      |       | 1     |      |
|       |       |      |      |      |      |      |      |      |      |      |      |      |      |      |       |       |      |
| Total | Total | 1    | 1    | 1    | 1    | 1    | 1    | 1    | 1    | 1    | 1    | 1    | 1    | 1    | 1     | 1     | 1    |

### 1977
| Parti | Parti | Députés                  |
| ----- | ----- | ------------------------ |
| UCD   |       | Antonio Domínguez García |

### 1979
| Parti | Parti | Députés                  |
| ----- | ----- | ------------------------ |
| UCD   |       | Francisco Olivencia Ruiz |

### 1982
| Parti | Parti | Députés                |
| ----- | ----- | ---------------------- |
| PSOE  |       | Francisco Fráiz Armada |

### 1986
| Parti | Parti | Députés               |
| ----- | ----- | --------------------- |
| PSOE  |       | Juan José León Molina |

### 1989
| Parti | Parti | Députés               |
| ----- | ----- | --------------------- |
| PSOE  |       | Juan José León Molina |

### 1993
| Parti | Parti | Députés                          |
| ----- | ----- | -------------------------------- |
| PP    |       | Francisco Antonio González Pérez |

### 1996
| Parti | Parti | Députés                          |
| ----- | ----- | -------------------------------- |
| PP    |       | Francisco Antonio González Pérez |

### 2000
| Parti | Parti | Députés                          |
| ----- | ----- | -------------------------------- |
| PP    |       | Francisco Antonio González Pérez |

### 2004
| Parti | Parti | Députés                          |
| ----- | ----- | -------------------------------- |
| PP    |       | Francisco Antonio González Pérez |

### 2008
| Parti | Parti | Députés                          |
| ----- | ----- | -------------------------------- |
| PP    |       | Francisco Antonio González Pérez |

- Francisco González (PP) est remplacé en octobre 2010 par Francisco Márquez de la Rubia.

### 2011
| Parti | Parti | Députés                       |
| ----- | ----- | ----------------------------- |
| PP    |       | Francisco Márquez de la Rubia |

### 2015
| Parti | Parti | Députés          |
| ----- | ----- | ---------------- |
| PP    |       | Juan Bravo Baena |

### 2016
| Parti | Parti | Députés          |
| ----- | ----- | ---------------- |
| PP    |       | Juan Bravo Baena |

- Juan Bravo est remplacé en février 2019 par Kissy Chandiramani.

### Avril 2019
| Parti | Parti | Députés          |
| ----- | ----- | ---------------- |
| PSOE  |       | José Simón Marín |

### Novembre 2019
| Parti | Parti | Députés                    |
| ----- | ----- | -------------------------- |
| Vox   |       | María Teresa López Álvarez |

### 2023
| Parti | Parti | Députés            |
| ----- | ----- | ------------------ |
| PP    |       | Javier Celaya Brey |

## Sénat

### Synthèse
|       |       | 1977 | 1979 | 1982 | 1986 | 1989 | 1993 | 1996 | 2000 | 2004 | 2008 | 2011 | 2015 | 2016 | 04/19 | 11/19 | 2023 |
| ----- | ----- | ---- | ---- | ---- | ---- | ---- | ---- | ---- | ---- | ---- | ---- | ---- | ---- | ---- | ----- | ----- | ---- |
| UCD   |       | 2    | 2    |      |      |      |      |      |      |      |      |      |      |      |       |       |      |
| PSOE  |       |      |      | 2    | 2    | 2    |      |      |      |      |      |      |      |      | 2     |       |      |
| PP    |       |      |      |      |      |      | 2    | 2    | 2    | 2    | 2    | 2    | 2    | 2    |       | 1     | 2    |
| Vox   |       |      |      |      |      |      |      |      |      |      |      |      |      |      |       | 1     |      |
|       |       |      |      |      |      |      |      |      |      |      |      |      |      |      |       |       |      |
| Total | Total | 2    | 2    | 2    | 2    | 2    | 2    | 2    | 2    | 2    | 2    | 2    | 2    | 2    | 2     | 2     | 2    |

### 1977
| Parti | Parti | Sénateurs                                                |
| ----- | ----- | -------------------------------------------------------- |
| UCD   |       | Serafín Becerra Lago, Francisco Lería y Ortiz de Saracho |

### 1979
| Parti | Parti | Sénateurs                                      |
| ----- | ----- | ---------------------------------------------- |
| UCD   |       | Antonio Domínguez García, Serafín Becerra Lago |

### 1982
| Parti | Parti | Sénateurs                                     |
| ----- | ----- | --------------------------------------------- |
| PSOE  |       | Fructuoso Miaja Sánchez, Antonio Rallo Romero |

### 1986
| Parti | Parti | Sénateurs                                                 |
| ----- | ----- | --------------------------------------------------------- |
| PSOE  |       | Antonio Rallo Romero, María del Carmen Cerdeira Morterero |

### 1989
| Parti | Parti | Sénateurs                                                  |
| ----- | ----- | ---------------------------------------------------------- |
| PSOE  |       | María del Carmen Cerdeira Morterero, Juan Hernández Lozano |

### 1993
| Parti | Parti | Sénateurs                                           |
| ----- | ----- | --------------------------------------------------- |
| PP    |       | José Luis Morales Montero, Francisco Olivencia Ruiz |

### 1996
| Parti | Parti | Sénateurs                                           |
| ----- | ----- | --------------------------------------------------- |
| PP    |       | José Luis Morales Montero, Francisco Olivencia Ruiz |

### 2000
| Parti | Parti | Sénateurs                                             |
| ----- | ----- | ----------------------------------------------------- |
| PP    |       | José Luis Morales Montero, Nicolás Fernández Cucurull |

### 2004
| Parti | Parti | Sénateurs                                        |
| ----- | ----- | ------------------------------------------------ |
| PP    |       | Pedro Gordillo Durán, Nicolás Fernández Cucurull |

### 2008
| Parti | Parti | Sénateurs                                           |
| ----- | ----- | --------------------------------------------------- |
| PP    |       | Nicolás Fernández Cucurull, Luz Elena Sanín Naranjo |

### 2011
| Parti | Parti | Sénateurs                                        |
| ----- | ----- | ------------------------------------------------ |
| PP    |       | Luz Elena Sanín Naranjo, José Luis Sastre Álvaro |

### 2015
| Parti | Parti | Sénateurs                                           |
| ----- | ----- | --------------------------------------------------- |
| PP    |       | Guillermo Martínez Arcas, Fátima Mohamed Dos Santos |

### 2016
| Parti | Parti | Sénateurs                                           |
| ----- | ----- | --------------------------------------------------- |
| PP    |       | Guillermo Martínez Arcas, Fátima Mohamed Dos Santos |

### Avril 2019
| Parti | Parti | Sénateurs                                     |
| ----- | ----- | --------------------------------------------- |
| PSOE  |       | María Blanca Gómez Serra, Hamed Mohamed Ahmed |

### Novembre 2019
| Parti | Parti | Sénateurs               |
| ----- | ----- | ----------------------- |
| Vox   |       | Juan Ros Alcaide        |
| PP    |       | David Juan Muñoz Arbona |

- Juan Ros (Vox) est remplacé en mars 2020 par Yolanda Merelo Palomares.

### 2023
| Parti | Parti | Sénateurs                                         |
| ----- | ----- | ------------------------------------------------- |
| PP    |       | Cristina Díaz Moreno, Abdelhakim Abdeselam Al Lal |